# Fort Knox (gulddepot)
 For alternative betydninger, se Fort Knox. (Se også artikler, som begynder med Fort Knox)
United States Bullion Depository i Kentucky er et opbevaringssted for USA's guldreserver. Anlægget ligger op af det amerikanske militæranlæg Fort Knox, hvorfor anlægget ofte i daglige tale kaldes Fort Knox. Det menes at være et af verdens sikreste steder, da depotets vægge er forstærket med 65 cm stål og beton, og bygningen har et bombesikkert tag. Derudover skal der fire mand, med hver sin kode, til at åbne dørene.
En del af den danske nationalbanks guldreserver lå tidligere i Fort Knox. Guldet blev fragtet dertil umiddelbart inden 2. verdenskrig af sikkerhedsårsager. Efterfølgende er danske nationalbanks guldreserver dog flyttet til Bank of England i 1949.[kilde mangler]